# Ковалко, Михаил Петрович
Ковалко Михаил Петрович (24 сентября 1944, Ливчицы, Дрогобычская область — 24 мая 2012, Киев) — народный депутат Украины II и III созывов, доктор технических наук, вице-президент Украинской нефтегазовой академии), член наблюдательного совета НАК «Нафтогаз Украины», профессор КПИ.

## Биография
Ковалко Михаил родился 24 сентября 1944 года в с. Левчицы Городокского района на Львовщине в многодетной крестьянской семье
Петра Павловича (1925—1966) — механизатора, бригадира тракторной бригады колхоза, и Марии Петровны (1923) — колхозницы.
Семья — жена Таисия Вениаминовна (1950) — учитель, переводчик «ВНИПИТРАНСГАЗ», сын Александр (1970) — горный инженер, юрист, заместитель председателя правления ОАО «Нафтогаз Украины», дочь Екатерина (1975) — экономист, менеджер компании «Прайс Вотерхаус Куперс».
После окончания семилетки профессиональное образование получил в Дрогобычском нефтяном техникуме (1962).
С 1962 года — оператор, техник-лаборант, техник-геолог Шебелинского газопромыслового управления.
1963—1966 годы — служба в Вооруженных Силах СССР.
Работал оператором в Стрыйском газопромысловом управлении (1967—1972).
Окончил Ивано-Франковский институт нефти и газа, нефтегазопромысловый факультет (1967—1972).
С 1972 по 1977 годы — оператор, заместитель начальника Шебелинского газопромышленного управления. В 1977—1987 годах — главный инженер, начальник Полтавского газопромышленного управления.
В 1987 — главный инженер, а в 1988 году Михаил Ковалко назначается на должность первого заместителя генерального директора всесоюзного объединения «Укргазпром». В то же время учится в Академии народного хозяйства при Совете Министров СССР, которую оканчивает в 1990 году.
Ноябрь 1992 — декабрь 1994 — Председатель Государственного комитета Украины по нефти и газа.
Народный депутат Украины 2 созыва с апреля 1994 года (2-й тур), Гадячский избирательный округ № 325. Член Комитета по вопросам топливно-энергетического комплекса, транспорта и связи. Член депутатской группы «Конституционный центр».
Был председателем Государственного комитета Украины по энергосбережению в июле 1996 — мае 1997.
Член Политсовета НДП (февраль 1996 — декабрь 2002).
Председатель Государственного комитета нефтяной, газовой и нефтеперерабатывающей промышленности Украины в 1997—1998 годах.
Народный депутат Украины 3 созыва, март 1998 — апрель 2002, избирательный округ № 65 (Житомирская область: Бердичев и Бердичевский район, Андрушевский район, Попельнянский район и Ружинский районы)., от блока политических партий «За единую Украину!».
В парламенте Михаил Ковалко с 1998 по 2000 год возглавлял Комитет по вопросам топливно-энергетического комплекса, ядерной политики и ядерной безопасности.
Президент Украинской нефтегазовой академии с марта 2000 года.
Глава наблюдательного совета НАК Нафтогаз Украины 2000—2003 годах.
Решением исполнительного комитета Бердичевской городского совета от 18 мая 2000 года № 291 Ковалку Михаилу Петровичу присвоено звание «Почетный гражданин города Бердичева».
Михаил Ковалко создал Государственный комитет нефти и газа, соавтор закона Украины «О нефти и газе», Комплексной государственной программы по энергосбережению и Национальной программы «Нефть и газ Украины до 2010 года».
Михаил Ковалко является автором проекта первого на Украине гендерного закона, который прошёл экспертную оценку Европейского союза, посвящённого
проблемам социального равенства мужчин и женщин во всех жизненных сферах. По его инициативе была создана Международная «Школа Равных Возможностей», которая успешно действует уже 15 лет и готовит специалистов по гендерной политике.
Основал Житомирскую коалицию по предотвращению и преодолению насилия, с целью координации усилий общественных организаций и государственных органов, направленных на выработку и отработку реальных механизмов предотвращения насилия во всех его проявлениях и применения этих механизмов на практике, на разработку и внедрение системного подхода к решению этой проблемы.
Возглавлял основанный им Международный фонд развития интеллектуальных и природных ресурсов, поддерживает ряд комплексных программ и проектов, развернутых по всей Украине — экономических, правовых, культурных.
Михаил Ковалко автор более 60-ти публикаций в научных журналах, специальных монографий и редактор и автор многочисленных научных исследований, книг по проблемам энергосбережения, становления топливно-энергетического комплекса Украины. В 1983 году защитил кандидатскую, а в 1999 году — докторскую диссертации.

## Память
20 декабря 2013 года, у входа в главный корпус ИФНТУНГ была торжественно открыта памятная доска в честь Михаила Ковалко.

## Звания
- Государственный служащий 1-го ранга (1994)[4]
- Доктор технических наук
- Заслуженный работник промышленности Украины (1994)[5]
- Заслуженный изобретатель Украины
- почётный профессор Ивано-Франковского государственного технического университета нефти и газа
- профессор КПИ
- вице-президент Украинской нефтегазовой академии
- Почётная грамота КМ Украины (2004)
- лауреат Государственной премии Украины по науке и технике (1999)[6]
- дипломант международной премии им. Академика Губкина
- член Академии горных наук
- член Украинской нефтегазовой академии
- автор 35 изобретений и более 90 печатных работ в сфере нефти и газа

## Награды
- Орден Святого Станислава II степени с вручением ему Командорского Креста со Звездой[7]
- Орден «За заслуги», III (1999)[8], II (2004)[9], I (2009)[10] степеней
- Медаль «За трудовую доблесть»
- Медаль «Двадцать лет Победы над фашистской Германией»

## Творческое наследие
Ковалко М.П. . — ISBN 966-7575-31-4.